# Chichibu-gun

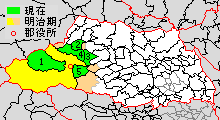
Lage des Kreises in Saitama mit Gemeindegrenzen des 21. Jahrhunderts, heutiger Rest grün, Meiji-Zeitliche Ausdehnung gelb (seit 2005 Chichibu-shi) & orange (heute Hannō-shi und andere -gun), Kreisverwaltung rot

Chichibu (jap. 秩父郡 Chichibu-gun bzw. historisch gelesen Chichibu no kōri) ist ein Landkreis (-gun/kōri) der japanischen Präfektur (-ken) Saitama und historisch der Provinz (kuni/-shū) Musashi/Bushū in Tōkaidō seit dem 1. Jahrtausend. 
In der späten Edo-Zeit waren größere Teile von Chichibu Shogunatsland und Territorium des Fürstentums (-han) Oshi, ein kleiner Teil gehörte auch zu Maebashi. Nach der Meiji-Restauration, als die Shogunatsländer zu Präfekturen wurden, und der Abschaffung der Han 1871 kam das Gebiet von Chichibu in der ersten Konsolodierungswelle der entstandenen, nun flächendeckenden Präfekturen 1871/72 komplett zur Präfektur Iruma, 1873 zu Kumagaya, 1876 schließlich zu Saitama. Sitz der modernen Kreisverwaltung (1879–1926) von Chichibu war die Stadt Ōmiya, die im frühen 20. Jahrhundert in Stadt Chichibu umbenannt wurde. In seiner ursprünglichen Ausdehnung bis 1921 umfasste Chichibu die gesamte Region (-chihō) Chichibu im Chichibu-Gebirge im Westen von Saitama inklusive der heutigen kreisfreien Stadt (-shi) Chichibu, außerdem zusätzlich einen Teil von Hannō und Teile der heutigen Landkreise Hiki, Ōsato und Kodama. Seit 2005 besteht der Kreis Chichibu noch aus fünf Gemeinden: den Städten (-machi) Yokoze, Minano, Nagatoro, Ogano und dem Dorf (-mura) Higashi-Chichibu.
Die mittelalterliche Adelsfamilie Chichibu stammte aus Chichibu.

## Gemeinden 1889
| Gliederung 1889, Gemeinden im 21. Jahrhundert in Flächenfarben | |
| - 1 大宮町 Ōmiya-machi, Sitz der Kreisverwaltung, 1916 in 秩父町 Chichibu-machi umbenannt, ab 1950 Chichibu-shi, 2005 Neugründungsfusion - 2 横瀬村 Yokoze-mura, 1955 Neugründungsfusion, ab 1984 Yokoze-machi - 3 芦ヶ久保村 Ashigakubo-mura, 1955 zu Yokoze-mura - 4 高篠村 Takashino-mura, 1957 zu Chichibu-shi - 5 原谷村 Haraya-mura, 1954 zu Chichibu-shi - 6 皆野村 Minano-mura, ab 1928 Minano-machi, 1943 zu 美野町 Mino-machi, diese 1946 wieder aufgespalten in fünf Gemeinden inkl. einer neuen Minano-machi, 1955 Neugründungsfusion - 7 三沢村 Misawa-mura, 1943 zu Mino-machi, 1946 wieder eigenständig als Misawa-mura, 1957 zu Minano-machi - 8 白鳥村 Shiratori-mura, 1943 geteilt zwischen Mino-machi (dieser Teil später zu Minano-machi), Nogami-machi (heute Nagatoro-machi) und Yorii-machi im Ōsato-gun (dieser Teil damit aus Chichibu ausgeschieden) - 9 樋口村 Higuchi-mura, 1943 zu Nogami-machi (ab 1972 Nagatoro-machi) - 10 野上村 Nogami-mura, ab 1940 Nogami-machi, 1972 in Nagatoro-machi umbenannt - 11 国神村 Kunikami-mura, 1943 zu Mino-machi, 1946 wieder eigenständig als Kunikami-mura, 1955 zu Minano-machi - 12 金沢村 Kanezawa-mura, 1943 zu Mino-machi, 1946 wieder eigenständig als Kanezawa-mura, 1955 zu Minano-machi - 13 矢納村 Yanō-mura, 1948 zum Kodama-gun (dort 1954 zu 神泉村 Kamiizumi-mura 2006 zu Kamikawa-machi) - 14 日野沢村 Hinozawa-mura, 1943 zu Mino-machi, 1946 wieder eigenständig als Hinozawa-mura, 1955 zu Minano-machi - 15 下吉田村 Shimo-Yoshida-mura („Dorf Unter-Yoshida“), ab 1928 吉田町 Yoshida-machi, 1956 Neugründungsfusion, 2005 zu Chichibu-shi - 16 大田村 Ōta-mura, 1943 zu Mino-machi, 1946 wieder eigenständig als Ōta-mura, 1957 zu Chichibu-shi - 17 尾田蒔村 Odamaki-mura, 1954 zu Chichibu-shi | - 18 長若村 Nagakawa-mura, 1955 zu Ogano-machi - 19 小鹿野町 Ogano-machi, Neugründungsfusionen 1955, 1956, 2005 - 20 上吉田村 Kami-Yoshida-mura („Dorf Ober-Yoshida“), 1956 zu Yoshida-machi (2005 zu Chichibu-shi) - 21 倉尾村 Kurao-mura, 1956 zu Ogano-machi - 22 三田川村 Mitagawa-mura, 1956 zu Ogano-machi - 23 両神村 Ryōkami-mura, 2005 zu Ogano-machi - 24 大滝村 Ōtaki-mura, 2005 zu Chichibu-shi - 25 白川村 Shirakawa-mura, 1943 zu 荒川村 Arakawa-mura (2005 zu Chichibu-shi) - 26 中川村 Nakagawa-mura, 1943 zu Arakawa-mura (2005 zu Chichibu-shi) - 27 浦山村 Urayama-mura, 1956 zu Kagemori-machi (1958 zu Chichibu-shi) - 28 影森村 Kagemori-mura, ab 1956 Kagemori-machi, 1958 zu Chichibu-shi - 29 名栗村 Naguri-mura, 1921 zum Iruma-gun (dort 2005 zu Hannō-shi) - 30 吾野村 Agano-mura, 1921 zum Iruma-gun (dort 1956 zu Hannō-shi) - 31 大椚村 Ōkunugi-mura, 1955 zu Tokigawa-mura im Hiki-gun - 32 槻川村 Tsukigawa-mura, 1955 zu 東秩父村 Higashi-Chichibu-mura („Dorf Ost-Chichibu“) - 33 大河原村 Ōkawara-mura, 1956 zu Higashi-Chichibu |